# Ed Flanagan
Edward „Ed“ S. Flanagan (* 18. Dezember 1950 in Washington, D.C.; † 3. November 2017 in New Hampshire) war ein US-amerikanischer Politiker, der von 1993 bis 2001 State Auditor von Vermont war.

## Biografie
Ed Flanagan wurde 1950 als Sohn von Bernard Lawrence Flanagan und Margaret Sawyer in Washington, D.C. geboren. Seine Eltern waren ein Jahr vor seiner Geburt dorthin gezogen, weil sein Vater für den Senator George Aiken arbeitete.
Flanagan machte 1973 seinen Abschluss an der University of Pennsylvania mit einem Bachelor in Geschichts- und Politikwissenschaften. An der Harvard Law School erwarb er 1976 den Juris Doctor. Seine Karriere begann 1977, als er während der Präsidentschaft von Jimmy Carter als politischer Analyst für Joseph Califano dem Minister für Gesundheitspflege und Soziale Dienste der Vereinigten Staaten tätig war. Anschließend arbeitete er als Rechtsanwalt in einer Kanzlei in Vermont.
Als Mitglied der Demokratischen Partei war Flanagan von 1993 bis 2001 State Auditor von Vermont. Vor der Wiederwahl im Jahr 1996 bekannte sich Flanagan zu seiner Homosexualität und wurde im gleichen Jahr als erster landesweit tätiger, öffentlich homosexuell lebender Politiker wiedergewählt. 1998 wurde er erneut wiedergewählt. Im Jahr 2000 kandidierte er für die Demokratische Partei für den Senat der Vereinigten Staaten und war damit der erste von einer großen Partei aufgestellte homosexuelle Kandidat der USA. Die Wahl verlor er gegen Jim Jeffords. Bei dieser Wahl und auch bei weiteren Wahlen wurde er vom Gay & Lesbian Victory Fund unterstützt.
2002 trat er als Kandidat zum Vermont State Treasurer an, unterlag jedoch in dieser Wahl Jeb Spaulding. 2004 wurde er für den Chittenden Vermont Senate District in den Senat von Vermont gewählt. Die Wiederwahlen in den Jahren 2006 und 2008 gewann er, im Jahr 2010 kandidierte er nicht für den Senat, sondern erneut für das Amt des State Auditor von Vermont. Er verlor die Wahl gegen den Amtsinhaber Thomas M. Salmon.

## Privatleben
Ed Flanagan kam im November 2005 während eines Unwetters mit seinem Wagen von der Straße ab. Der Wagen überschlug sich und blieb in einem Graben neben der Straße auf dem Dach liegen. Da er erst 18 Stunden nach dem Unfall zufällig gefunden wurde, lag er wegen Kopfverletzungen und Unterkühlung einige Wochen auf der Intensivstation und insgesamt sechs Monate im Krankenhaus. Im Mai 2006 kehrte er in den Senat zurück.
Flanagan lebte mit Isaac Lustgarten zusammen. Seine letzten Jahre verbrachte er in einem Pflegeheim in New Hampshire, in dem er am 3. November 2017 starb.